# Tutuki Splash
Tutuki Splash est une attraction aquatique de type Shoot the Chute, située dans le parc à thème espagnol PortAventura proche de Barcelone.
Située dans la partie "Polynésie", cette attraction de type Spillwater 20 a été construite par Intamin et a ouvert le 1er mai 1995, en même temps que le parc.
Avec ses 440m. de long, l'attraction accueille les visiteurs de plus de 1,40 mètre dans ses embarcations de vingt places. 
Le parcours situé aux abords d'un volcan artificiel est composé de deux chutes dont la plus haute mesure quinze mètres et la plus petite mesure cinq mètres.
Les visiteurs sur les rives du circuit ont l'occasion d'asperger les passagers grâce à plusieurs canons à eau.

## Galerie

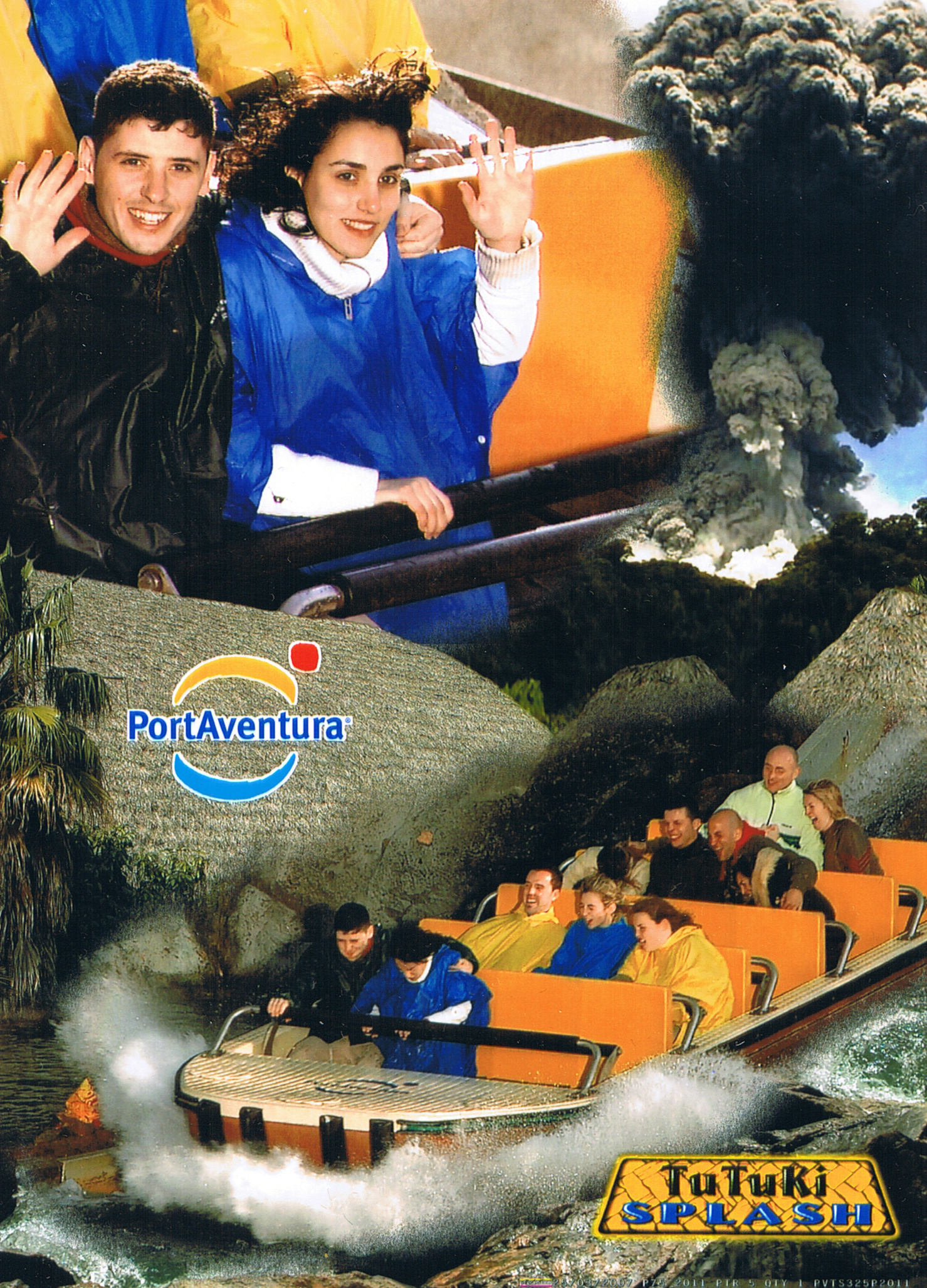
Photo souvenir.
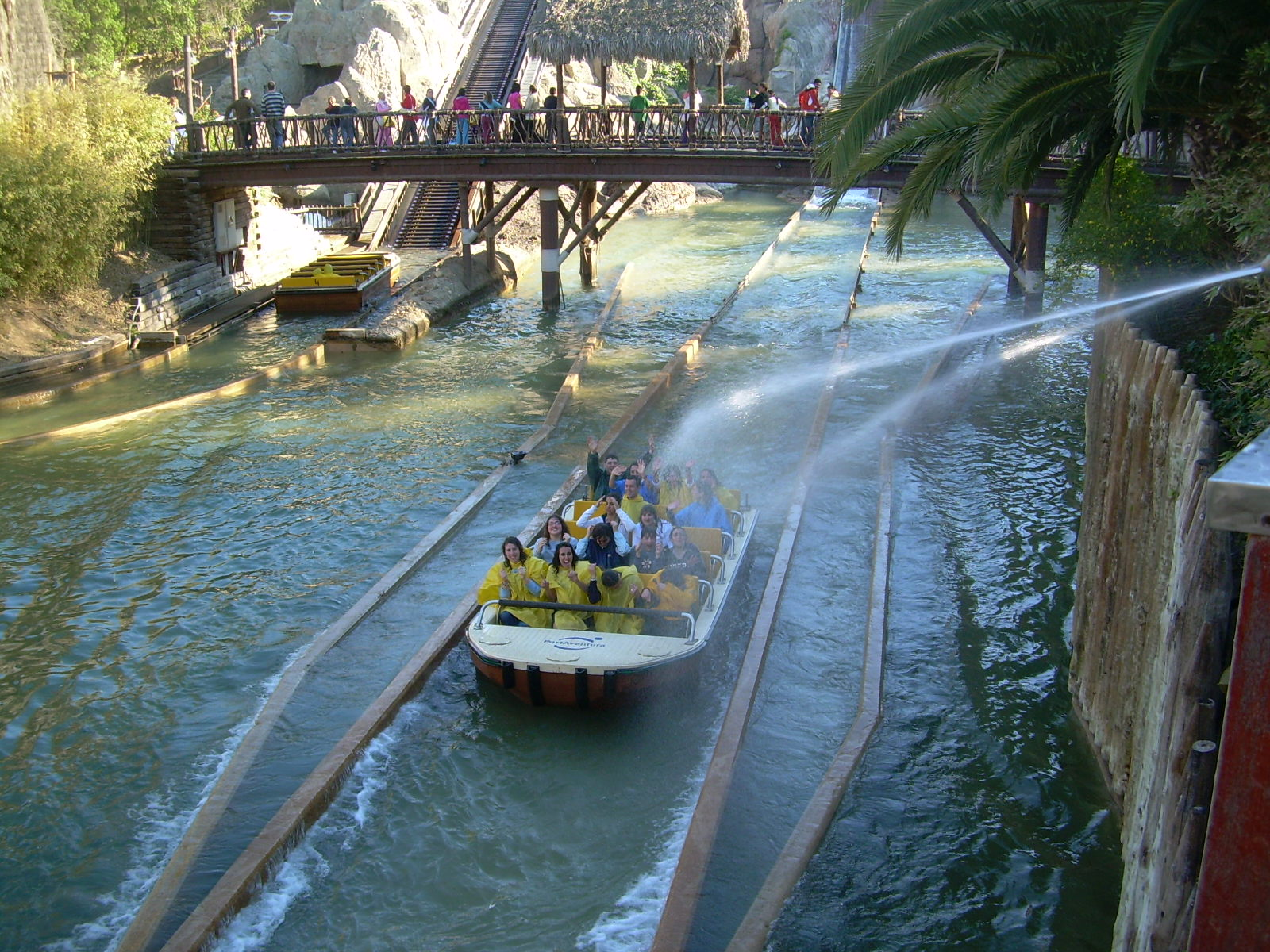
Section finale dotée de canons à eau.
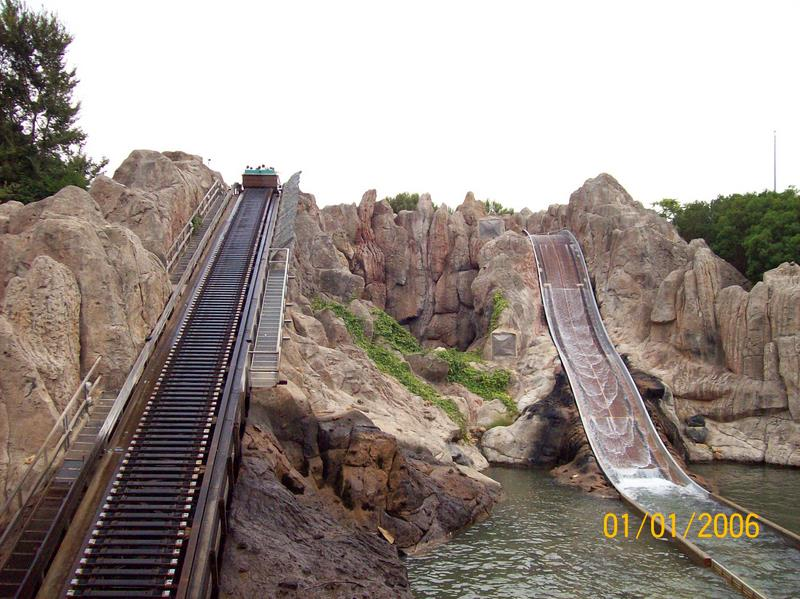